# Gerbilliscus kempi
Gerbilliscus kempi é uma espécie de roedor da família Muridae.
Pode ser encontrada em Benin, Burkina Faso, Burundi, Camarões, República Centro Africana, Chade, República Democrática do Congo, Costa do Marfim, Etiópia, Gana, Guiné, Quénia, Mali, Nigéria, Ruanda, Serra Leoa, Sudão, Togo, Uganda e possivelmente Libéria.
Os seus habitats naturais são florestas secas subtropicais e tropicais, savanas secas, matagal árido tropical ou subtropical, terras aráveis e pastagens.